# Vlag van Haacht
De vlag van Haacht werd door de gemeenteraad op 20 mei 1985 officieel vastgesteld als de gemeentelijke vlag van de Vlaams-Brabantse gemeente Haacht. Op 1 juli 1985 werd hij door het Bestuur van Vlaanderen bevestigd en uiteindelijk gepubliceerd op 8 juli 1986 in het officiële Belgisch Staatsblad.
Officieel wordt de vlag beschreven als:
Elf horizontale banen van wit en van rood, de witte dubbel zo hoog als de rode.
De kleuren van de vlag zijn afkomstig op het gemeentewapen.

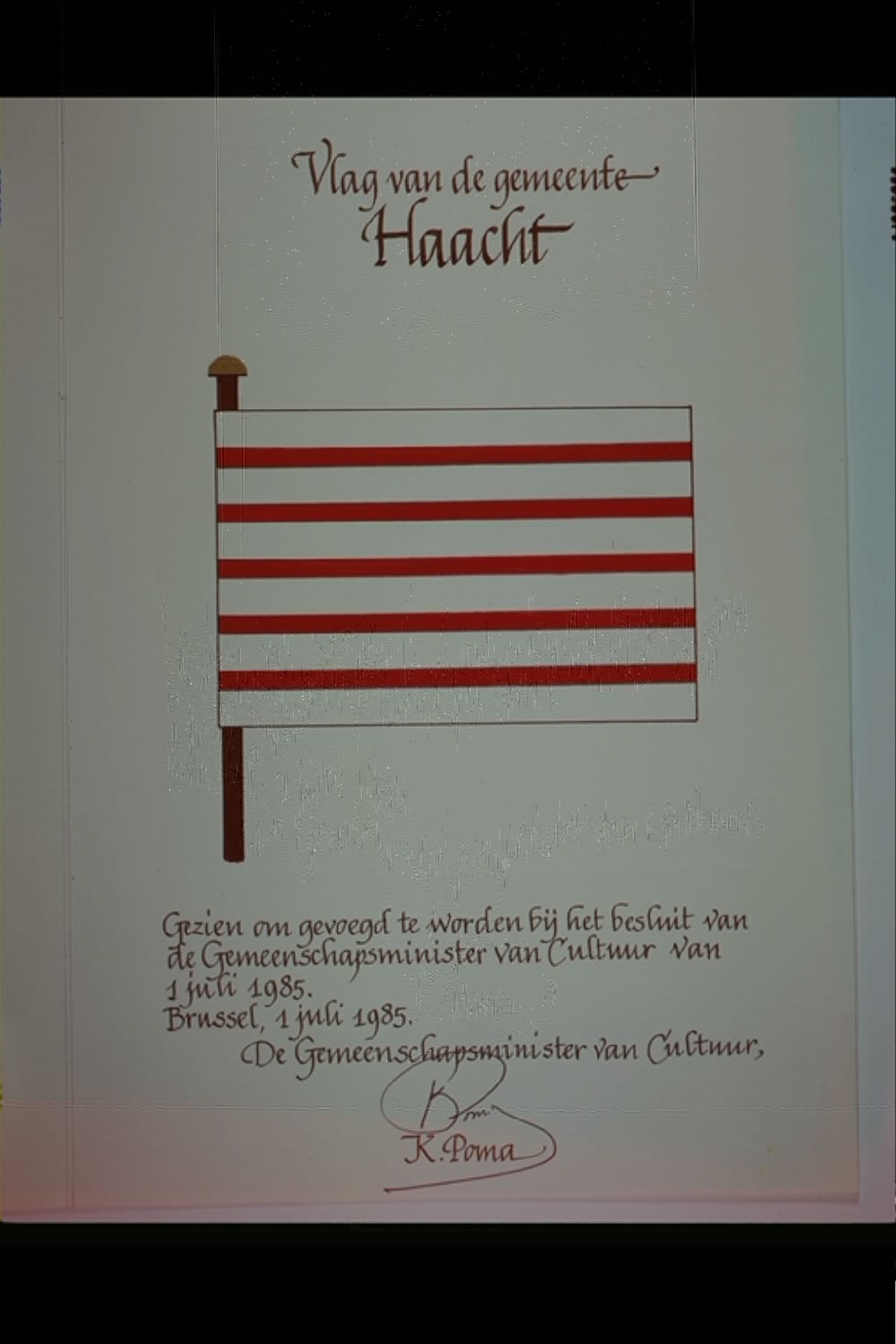
Ontwerp vlag getekend door Karel Poma